# Cass megye (Nebraska)
Cass megye az Amerikai Egyesült Államokban, azon belül Nebraska államban található. Megyeszékhelye és legnagyobb városa Plattsmouth. Lakosainak száma 26 598 fő (2020. április 1.). Cass megye Sarpy, Lancaster, Otoe, Saunders, Mills és Fremont megyékkel határos.

## Népesség
A megye népességének változása:
| Lakosok száma | 25 245 | 25 237 | 25 148 | 25 357 | 25 512 | 26 598 |
|               | 2010   | 2011   | 2012   | 2013   | 2015   | 2020   |